# Coyote Beatz
Paulo Alexandre Almeida Santos, mais conhecido pelo nome artístico Coyote Beatz ou simplesmente Coyote, é um DJ, beatmaker, skatista e produtor musical brasileiro. Seus trabalhos de maior destaque estão associados ao rapper Djonga e ao coletivo musical DV Tribo, artistas com quem Coyote contribuiu na produção de diversas músicas. Coyote foi um dos compositores do rap comemorativo dos 111 anos do Atlético Mineiro, tocado ao vivo no Mineirão em 2019. Coyote também colaborou como produtor ou coprodutor com diversos artistas, como Emicida, Sidoka, FBC, MC Rashid, Hot e Oreia, Slim Rimografia, Clara Lima, entre outros.

## Biografia
Durante sua adolescência, Paulo Coyote aliou sua vocação na produção de beats eletrônicos com a prática do skate, influenciado por seu pai Alexandre Dota e pelos skatistas profissionais Jefferson Bill e Hugo Blender. Coyote começou sua carreira como beatmaker  e produtor, trabalhando com música eletrônica e ganhando destaque por sua habilidade em combinar os beats musicais com o uso inteligente de samples.
Em 2013, Djonga e Coyote Beatz trabalharam juntos pela primeira vez. Pouco a pouco, o produtor foi conquistando notoriedade na cena musical brasileira por seus instrumentais de boom bap, trap e outras misturas musicais. Nessa época, Coyote também apresentava seus beats em eventos elaborados pela Família de Rua no Duelo de MCs. Produções notáveis de Coyote podem ser encontradas no álbum Histórias da Minha Área de Djonga.
Também em 2013, Coyote produziu um single do rapper Emicida intitulado Papel, Caneta e Coração que recebeu um reconhecimento satisfatório na cena nacional e ajudou a divulgar mais os projetos do produtor. Em 2018, produziu o single Facção Carinhosa, do rapper Baco Exu do Blues. Coyote e Djonga participavam do coletivo independente DV Tribo, que foi criado em 2016 e era composto por diversos artistas, até sua dissolução em 2018. Além do reconhecimento nacional, Coyote também possui trabalhos na cena internacional do hip hop, registrando colaborações com a dupla de hip hop The Underachievers, de Nova York, e com a rapper americana Akua Naru, nascida em Connecticut.
Mais recentemente, Coyote Beatz lançou o o álbum “BE$T $ELLER OF DJONGA”, que compila os melhores instrumentais produzidos pelo beatmaker e utilizados em trabalhos do Djonga. De gravações feitas em quarto de apartamento à discos de platina e estúdios profissionais, o disco foi lançado como forma de presente de aniversário surpresa para Djonga. Dessa forma, traz diversos instrumentais produzidos por Coyote Beatz em fases da carreira da dupla desde a época da DV Tribo até o lançamento mais recente do rapper, Histórias da Minha Área. Logo, é possível observar a originalidade das atmosferas instrumentais criadas por ele que têm acompanhado os trabalhos de Djonga.
Utilizando referências do rock clássico e samba de raiz, Coyote Beatz também cria composições influenciadas pela música eletrônica experimental e pela produção de trilhas.
Em 2018, Coyote ganhou o Prêmio Genius Brasil de Música Brasileira 2018 na categoria de produtor. De acordo com Michel Chermont, editor da Genius: "[...] é indiscutível a relevância e a qualidade do trabalho feito por ele [Coyote] desde aquela época [em 2016], e principalmente durante o ano de 2018, assinando parte das produções de O Menino Que Queria Ser Deus e S.C.A, grandes álbuns que devem uma parte do seu destaque aos instrumentais, elaborados de forma grandiosa pelo Coyote".

## Discografia

### Álbuns com Djonga
- 2015 – "Fechando o Corpo" (EP)
- 2017 – "Heresia"
- 2018 – "O Menino Queria Ser Deus"
- 2019 – "Ladrão"
- 2020 - "Histórias da Minha Área"

### Álbuns com outros artistas
- 2012 – "Convertendo o Pensamento em Áudio" (com Nil Rec)
- 2018 – "S.C.A." (com FBC)
- 2019 – "Rap de Massagem" (com Hot e Oreia)

### Álbuns Instrumentais
- 2019 – "Amostra" (álbum visual)[23]
- 2020 – "Best Seller of Djonga"

### Videoclipes
- 2017 – "Dessa Forma" (com Chris MC)
- 2018 – "A Música da Mãe" (com Djonga)
- 2019 – "Recadin pros Falador" (com Djonga)
- 2020 – "Manda Foto de Agora" (com o grupo Fenda)

### Outros trabalhos
- 2020 – "E aí Coyote" (curta-metragem)[24]

## Prêmios
- Prêmio Genius Brasil de Música Brasileira 2018 – (Vencedor na Categoria "Produtor")[22]